# Emmanuel Finkiel

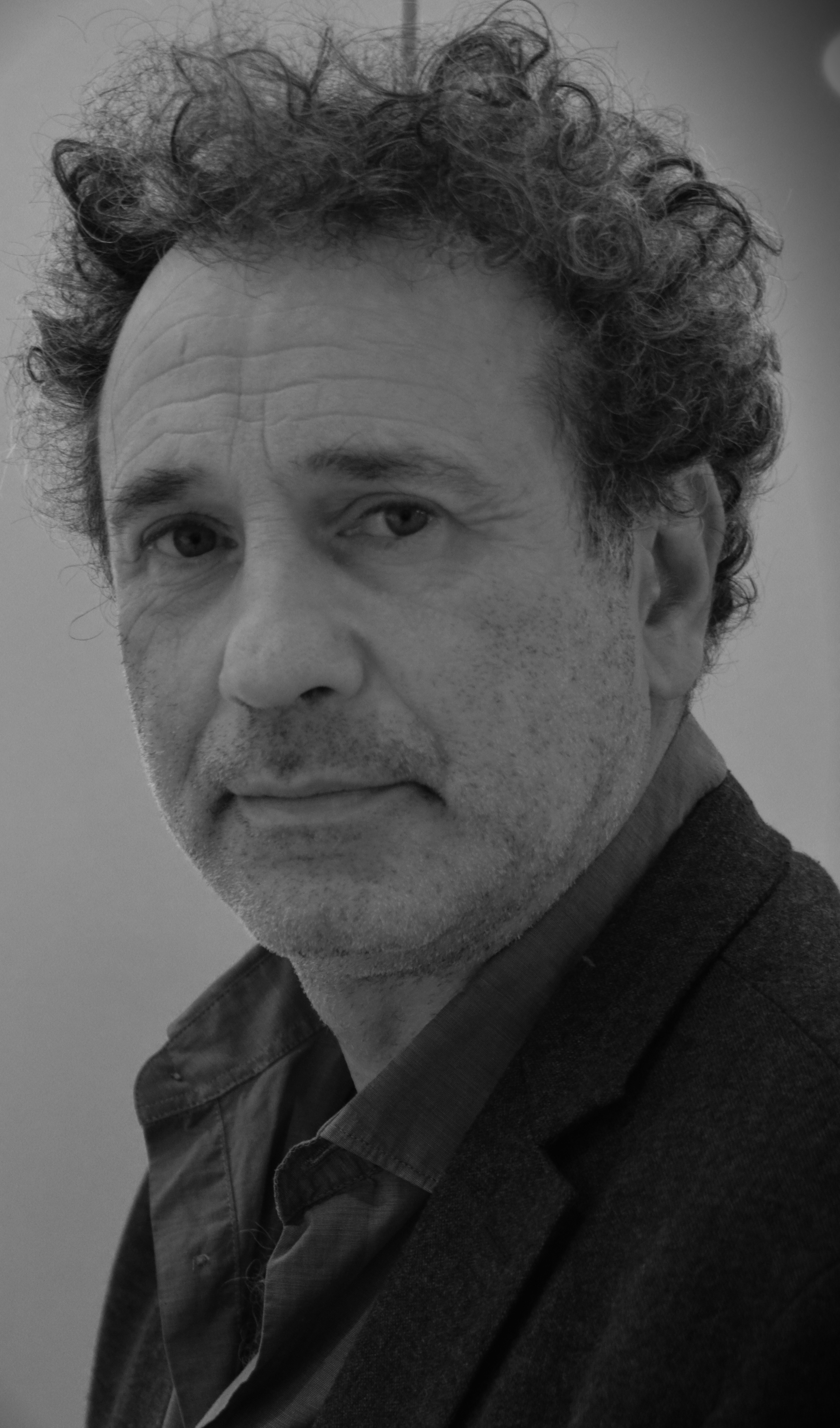
Emmanuel Finkiel 2018

Emmanuel Finkiel (geboren am 30. Oktober 1961 in Boulogne-Billancourt) ist ein französischer Filmregisseur.

## Leben
Finkiels Vorfahren waren jüdischer Herkunft. Seine Großeltern väterlicherseits und sein Onkel wurden 1942 in Paris verhaftet, deportiert und im KZ Auschwitz ermordet.
Finkiel wuchs im Pariser Viertel Bastille auf. Nach Beendigung des Baccalauréats bewarb sich Finkiel erfolgreich für ein Studium am Institut des hautes études cinématographiques (IDHEC). Nach eigener Aussage absolvierte er aus Versehen Ende der 1970er-Jahre ein Praktikum am Set von Diane Kurys’ Cocktail Molotov und war anschließend ab 1979 als zweiter und schließlich als erster Regieassistent tätig. Unter anderem arbeitete er mit den Regisseuren Krzysztof Kieślowski (Drei-Farben-Trilogie), Bertrand Tavernier (Der Lockvogel) und Jean-Luc Godard (Nouvelle Vague) zusammen.
Finkiel gab 1995 mit dem Kurzfilm Madame Jacques auf der Croisette sein Regiedebüt. Der 40-minütige Film um eine Gruppe betagter Aschkenasim, die sich auf der touristenleeren Promenade de la Croisette in Cannes zum Kartenspiel treffen, wobei sich unter zwei der Anwesenden eine zarte Liebesbeziehung entwickelt, gewann 1997 den César in der Kategorie Bester Kurzfilm. Finkiels mit Laiendarstellern besetztes Langfilmdebüt wurde 1999 Späte Reise, in dem er erneut Aschkenasim in den Mittelpunkt stellte. Drei Frauen – Riwka, Régine und Véra – sind auf unterschiedliche Weise von der Shoah betroffen und ihre Pfade kreuzen sich im Exil in Polen, Frankreich und Israel auf verschiedene Weise. Finkiel wurde für Späte Reise mit dem Prix Louis-Delluc für das beste Filmdebüt und dem César in der Kategorie Bestes Erstlingswerk ausgezeichnet. Die Castinggespräche für Späte Reise verarbeitete Finkiel zusätzlich im 2001 erschienenen Dokumentarfilm Casting, der 2001 für den Europäischen Filmpreis (Bester Dokumentarfilm) nominiert war.
Es folgten verschiedene Kurzfilme sowie Dokumentarfilme und Arbeiten für das Fernsehen. Im Jahr 2006 erlitt Finkiel einen Schlaganfall. Er griff das Thema 2007 im Fernsehfilm En marge des jours auf und verarbeitete es in seinem 2012 erschienenen Dokumentarfilm Ich bin. Hier porträtierte er drei Patienten in einem Rehabilitationszentrum für Menschen mit Hirnverletzungen.
Bereits 2006 hatte Finkiel mit anderen Regisseuren, darunter Sólveig Anspach und Gerard Stembridge, einen Kurzfilm zur Kompilation Grenzgänger beigesteuert. Sein Film mit dem Titel Verloren im gelobten Land folgte einer Gruppe Kurden, die nach Europa fliehen wollen. Finkiel griff den Kurzfilm für seinen Langfilm Unversprochenes Land wieder auf, der drei Segmente enthielt: Eine Gruppe Kurden versucht mithilfe von Schleusern, in einem LKW Großbritannien zu erreichen; ein französischer Manager lagert trotz Protests der Belegschaft eine Fabrik nach Ungarn aus; eine junge Studentin reist durch Europa und arbeitet an einer Reportage. Auf dem Locarno Film Festival wurde der Film 2008 für den Goldenen Leoparden nominiert.
Im Jahr 2017 erschien Finkiels Filmdrama La douleur nach Marguerite Duras’ autobiografischem Roman Der Schmerz. Der Film mit Mélanie Thierry in der Hauptrolle der Marguerite Duras lief auf zahlreichen internationalen Festivals. Finkiel wurde für den Film 2018 für einen Prix Louis Delluc nominiert; im Folgejahr war La douleur für acht Césars nominiert. Der Film war zudem Frankreichs Beitrag für den besten fremdsprachigen Film für die Oscarverleihung 2019, wurde jedoch nicht nominiert.
Finkiel ist gelegentlich als Schauspieler aktiv, so übernahm er Rollen in Filmen wie Der wilde Schlag meines Herzens (2005) und 57000 km zwischen uns (2008). Er unterrichtet Regie an der Filmhochschule La Fémis und ist mit Olivier Ducastel Leiter der Regieabteilung.

## Filmografie
- 1995: Madame Jacques auf der Croisette (Madame Jacques sur la Croisette) (Kurzfilm)
- 1997: Regards d’enfance (TV-Serie, eine Folge)
- 1999: Späte Reise (Voyages)
- 2000: Dimanche (Kurzfilm)
- 2000: Samstag auf Sonntag (Samedi à dimanche) (Kurzfilm)
- 2000: Samedi (Kurzfilm)
- 2000: Mardi ou mercredi? (Kurzfilm)
- 2000: Von Montag bis Freitag (Du lundi au vendredi) (Kurzfilm)
- 2001: Casting (Dokumentarfilm)
- 2006: Grenzgänger, Segment Verloren im gelobten Land (Les Européens, Segment: Nulle part, terre promise)
- 2007: En marge des jours (TV)
- 2008: Unversprochenes Land (Nulle part terre promise)
- 2012: Ich bin (Je suis) (Dokumentarfilm)
- 2014: Les 18 du 57, Boulevard de Strasbourg (Kurzfilm)
- 2015: Je ne suis pas un salaud
- 2017: La douleur
- 2025: La Chambre de Mariana

## Auszeichnungen (Auswahl)
- 1997: César, Bester Kurzfilm, für Madame Jacques auf der Croisette
- 1999: Prix de la jeunesse im Bereich französischer Film, Internationale Filmfestspiele von Cannes, für Späte Reise
- 1999: Prix Louis Delluc, Bestes Erstlingswerk, für Späte Reise
- 2000: César, Bestes Erstlingswerk, für Späte Reise
- 2001: Nominierung Europäischer Filmpreis, Bester Dokumentarfilm, für Casting
- 2008: Nominierung Goldener Leopard, Locarno Film Festival, für Unversprochenes Land
- 2009: Prix Jean Vigo für Unversprochenes Land
- 2018: Nominierung Prix Louis Delluc, Bester Film, für La douleur
- 2019: César-Nominierung, Bestes adaptiertes Drehbuch und Beste Regie, für La douleur
- 2019: Nominierung Globe de Cristal, Bester Film, für La douleur